# Сытник, Пётр Фёдорович
Сытник Пётр Фёдорович (3 июня 1939, Кривой Рог, Днепропетровская область — 28 апреля 1999, Кривой Рог, Днепропетровская область) — советский и украинский художник-график.

## Биография
Родился 3 июня 1939 года в городе Кривой Рог Днепропетровской области.
Окончил Львовский полиграфический институт.
Член Союза художников СССР с 1970 года, Национального союза художников Украины.
Умер 28 апреля 1999 года в Кривом Роге.

## Творческая деятельность
Был мастером станковой и печатной графики, живописи, монументального и декоративного искусства.
Выполнял монументально-декоративные росписи в технике сграффито на фасаде кинотеатра «Современник» (Кривой Рог).
Участвовал в выставках начал с 1963 года. Персональные выставки в Кривом Роге (1967), Днепропетровске (1979).
Произведения хранятся в Днепропетровском художественном музее, музеях Украины, в частных коллекциях многих стран мира.
С 22 января по 15 февраля 2015 года в Днепровском художественном музее прошла выставка «Пётр Сытник… живопись, графика», посвящённая 75-летию художника.

### Произведения
Линогравюры: «Промысел» (1965), «Рыбачки», «Шахтёрский край», «Пространство» (все 1968); серии «У самого синего моря» (1965—1966), «Индустриальный Кривбасс» (1967—1969), «Криворожсталь» (1970—1971) и другие.